# بلور برف (اصطلاح)

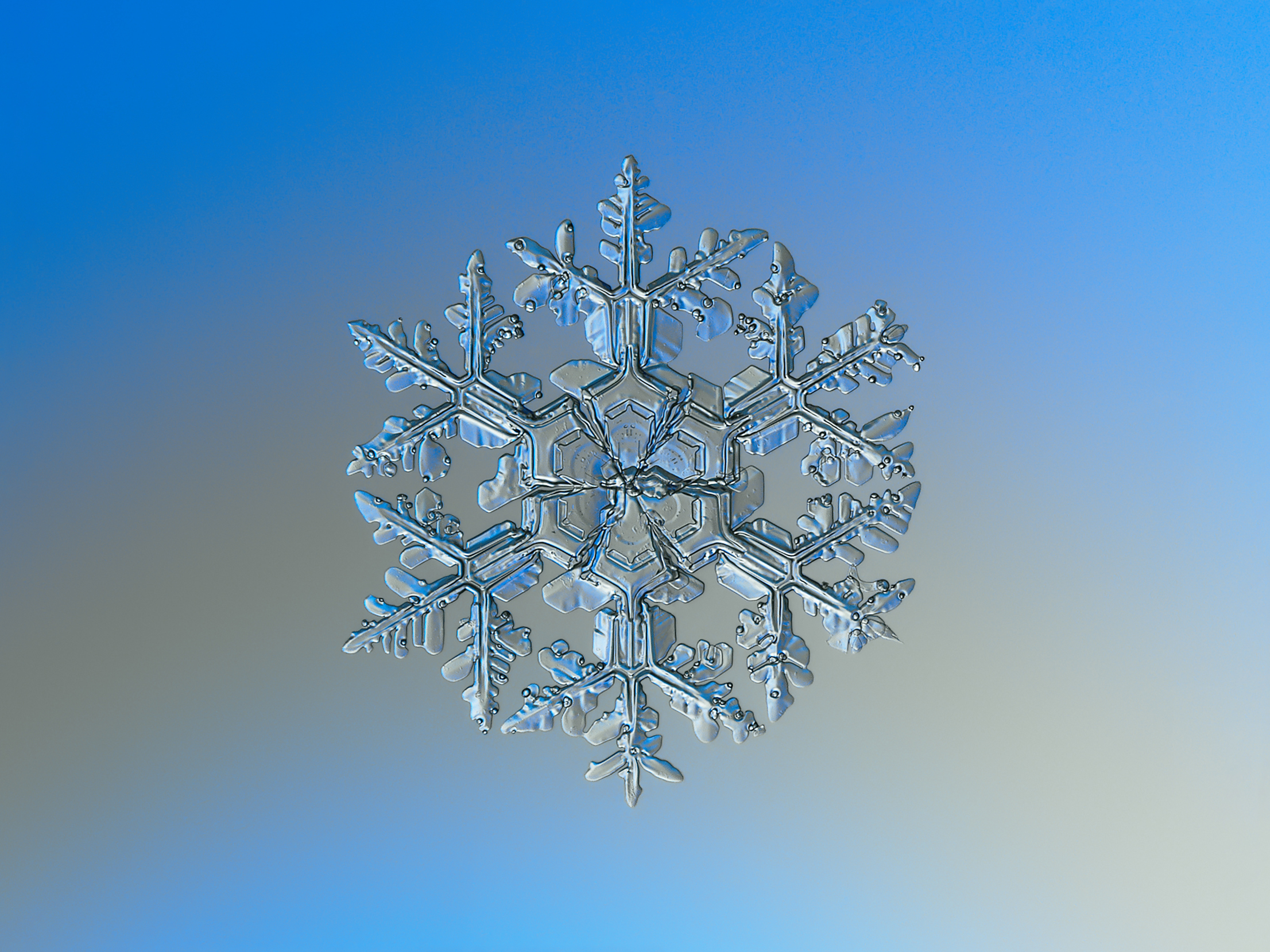
بلور برف

بلور برف (به انگلیسی: Snowflake) یک اصطلاح عامیانه تحقیرآمیز به وجود آمده در دهه ۲۰۱۰ است و به افرادی گفته می‌شود که احساس منحصر به فرد بودن، متوقع و برحق بودن را دارند یا بیش از حد عاطفی هستند، به راحتی احساس توهین شدن بهشان می‌کنند و قادر به دیدن عقاید مخالف نیستند. کاربردهای معمول این اصطلاح عبارتند از بلور برف خاص، نسل بلور برف، و بلور برف به عنوان یک توهین سیاسی.